# Azzurre bugie
Azzurre bugie è il nono album del cantante Luciano Rossi, è un qdisc pubblicato nel 1984 dalla It.

## Tracce

### Lato A
1. Chiara (Rossi)
2. Io c'ho lasciato il cuore (Chiocchio/Rossi)

### Lato B
1. Azzurra bugia (Chiocchio/Rossi)
2. Mentre il sole scende (Rossi)